# 오타와역

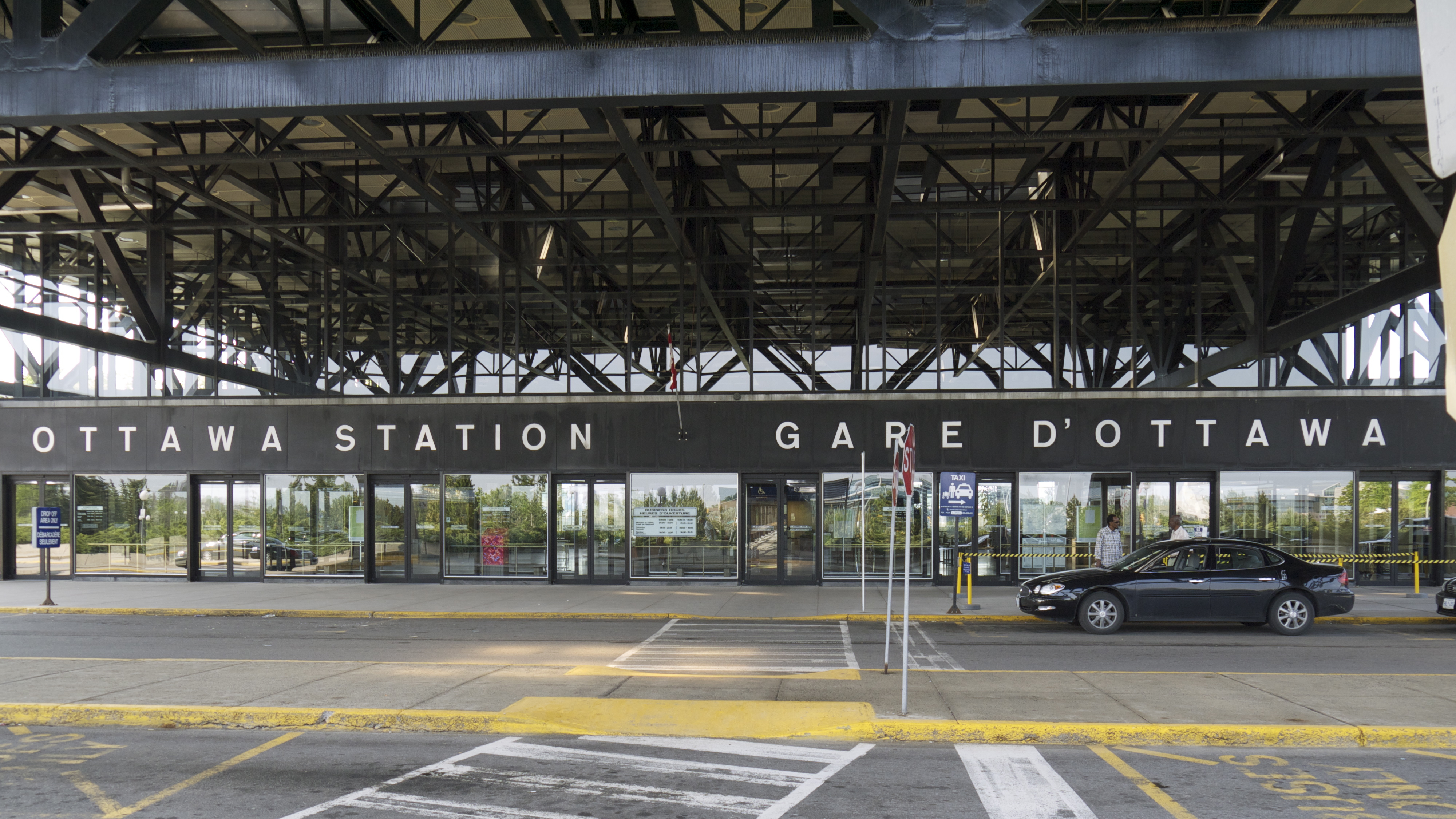
오타와역 정문

오타와역(영어: Ottawa Station, 프랑스어: Gare d'Ottawa)은 VIA 철도가 운영하는 캐나다 온타리오주 오타와의 여객 철도역으로, 오타와 시내에서 동쪽으로 4km 떨어져있는 이스트웨이가든스 지역에 있는 이 역은 토론토, 킹스턴과 몬트리올로 이어지는 VIA 철도의 코리더 열차가 정차한다.

## 위치
오타와역은 트랑블레이 로드 200번지에 위치해있으며, 417번 고속도로 117번 출구 남쪽에 있고 리버사이드 드라이브의 공업단지 바로 동쪽에 위치해있다. 역 정문은 트랑블레이 로드를 향해 나있다.
승강장 구조는 측면 승강장 한 곳, 저상 승강장 세 곳, 선로 다섯 개로 이루어진 4면 5선으로, 승강장은 역 건물까지 지하 통로로 연결되어있으며 동그란 통로나 엘리베이터, 에스컬레이터로 연결되어있다. 선로는 남쪽으로 터미널 애비뉴와 맞닿아있다.
역 정문 북동쪽 및 트랑블레이 경전철역을 지나면 417번 고속도로 위를 건널 수 있는 맥스 키핑 육교가 설치되어있으며, 이 육교는 마이너리그 야구 경기장은 물론 경기장 서쪽에 있는 RCGT 파크와 코트야드 호텔 오타와 동부점과 햄턴 여관 오타와점으로 이어진다. 이 두 호텔은 역에 인접해있으며 오타와 컨퍼런스 및 이벤트 센터와 연결되어있다.
이 역 근처에는 또한 터미널 애비뉴 남쪽에 있는 오타와 조차장 쇼핑센터와 역 북동쪽에 있는 왕립 캐나다 기마경찰 건물도 위치해있다.

## 여객철도
2020년 12월 기준 오타와역은 VIA 철도가 운행하는 코리더 노선의 두 계통이 정차하며 장거리 열차는 정차하지 않는다.

### 오타와 - 퀘벡
| 열차번호 | 운행사   | 출발역 | 정차역                                                                                             | 종착역 | 운행 간격 |
| -------- | -------- | ------ | -------------------------------------------------------------------------------------------------- | ------ | --------- |
| 24       | VIA 철도 | 오타와 | 알렉산드리아 - 도르발 - 몬트리올 - 생람베르 - 드러먼드빌 - 샤르니 - 생트푸아                       | 퀘벡   | 하루 1회  |
| 28       | VIA 철도 | 오타와 | 캐슬먼 - 알렉산드리아 - 도르발 - 몬트리올 - 생람베르 - 생티야생트 - 드러먼드빌 - 샤르니 - 생트푸아 | 퀘벡   | 하루 1회  |

- 퀘벡과 생트푸아, 샤르니 사이 또는 생람베르와 몬트리올 사이는 열차를 이용할 수 없다.

### 오타와 - 토론토
| 열차번호 | 운행사   | 출발역 | 정차역 | 종착역 | 운행 간격 |
| -------- | -------- | ------ | --- | ------ | --------- |
| 643      | VIA 철도 | 오타와 | 팔로필드 - 스미츠폴스 - 브록빌 - 킹스턴 - 내패니 - 벨빌 - 트렌튼정션 - 코우버그 - 포트호프 - 오샤와 - 길드우드 | 토론토 | 하루 1회  |
| 53       | VIA 철도 | 오타와 | 팔로필드 - 브록빌 - 가나노케 - 킹스턴 - 벨빌 - 코우버그 - 오샤와 - 길드우드                                    | 토론토 | 하루 1회  |
| 55       | VIA 철도 | 오타와 | 팔로필드 - 브록빌 - 킹스턴 - 벨빌 - 코우버그 - 오샤와 - 길드우드                                               | 토론토 | 하루 1회  |
| 59       | VIA 철도 | 오타와 | 팔로필드 - 스미츠폴스 - 브록빌 - 킹스턴 - 벨빌 - 트렌튼정션 - 코우버그 - 오샤와 - 길드우드                     | 토론토 | 하루 1회  |

- 오타와와 팔로필드 사이, 또는 길드우드와 토론토 사이는 열차를 이용할 수 없다.

## 인접한 역
| VIA 철도 브리치버그선   | VIA 철도 브리치버그선           | VIA 철도 브리치버그선 |
| ----------------------- | ------------------------------- | --------------------- |
| 팔로필드 토론토 방면    | VIA 철도 코리더 토론토 - 오타와 | 시·종착역             |
| VIA 철도 알렉산드리아선 |                                 |                       |
| 시·종착역               | VIA 철도 코리더 오타와 - 퀘벡   | 캐슬먼 퀘벡 방면      |

## 같이 보기
- 오타와 중앙역 - 오타와의 주요 버스 터미널
- 트랑블레이역 - 오타와역과 인접한 경전철역
- 오타와 맥도널드 카르티에 국제공항 - 오타와의 국제공항